# Heinz Oskar Vetter
Heinz Oskar Vetter (Bochum, 21 oktober 1917 – Mülheim an der Ruhr, 18 oktober 1990) was een Duits syndicalist en politicus voor de SPD.

## Levensloop
Voor de Tweede Wereldoorlog werkte een tijdlang als monteur in de mijnbouw. In 1939 behaalde hij een Abitur aan de hogeschool. Tijdens de oorlog was hij tweede luitenant bij de Wehrmacht. Na een opleiding sociale economie aan de Hamburgse Universiteit voor Economie en Politiek (HPW) werd hij in  1952 secretaris van de DGB-vakcentrale IG Bergbau und Energie.
In 1960 promoveerde hij en werd lid van het uitvoerende comité van zijn vakbond. In  1964 werd hij tweede voorzitter en in 1969 voorzitter. Hij oefende deze functie uit tot 21 mei 1982. Daarnaast was hij van 1974 tot 1979 voorzitter van het Europees Verbond van Vakverenigingen (ETUC) en vicevoorzitter van het Internationaal Verbond van Vrije Vakverenigingen (IVVV) vanaf 1979.
Ten slotte was hij sinds 1953 lid van de Sozialdemokratische Partei Deutschlands (SPD), waarvoor hij onder andere tien jaar (vanaf 1979) zetelde in de sociaaldemocratische fractie (PES) van het Europees Parlement en maakte hij deel uit van de in 1973 opgerichte Trilaterale Commissie van David Rockefeller en Zbigniew Brzeziński.
- CiNii: DA03664583
- Gemeinsame Normdatei: 118626760
- International Standard Name Identifier: 0000 0000 5533 3815
- Library of Congress Control Number: n50014345
- MusicBrainz: 3549db24-41a3-43d7-a40f-5ea9afb0f879
- Nationale Bibliotheek van Tsjechië: jx20070320013
- Nationale Bibliotheek van Israël: 987007463277105171
- Nederlandse Thesaurus van Auteursnamen: 07139897X
- Système universitaire de documentation: 079286550
- Virtual International Authority File: 13100413
- WorldCat: E39PBJkhFRTvmtKWqBhJXrq4v3

Gerelateerde onderwerpen: Vakbond · Vakcentrale · Syndicalisme · Sociale zekerheid · Arbeid · Werkloosheid